# Corana
Corana (lombardul: Curäna) település Olaszországban, Lombardia régióban, Pavia megyében. Lakosainak száma 751 fő (2023. január 1.). Corana Cornale e Bastida, Cervesina, Pieve Albignola, Sannazzaro de’ Burgondi, Silvano Pietra, Voghera és Zinasco községekkel határos.

## Népesség
A település lakossága az elmúlt években az alábbi módon változott:
| Lakosok száma | 797  | 804  | 751  |
|               | 2017 | 2018 | 2023 |